# Wellness

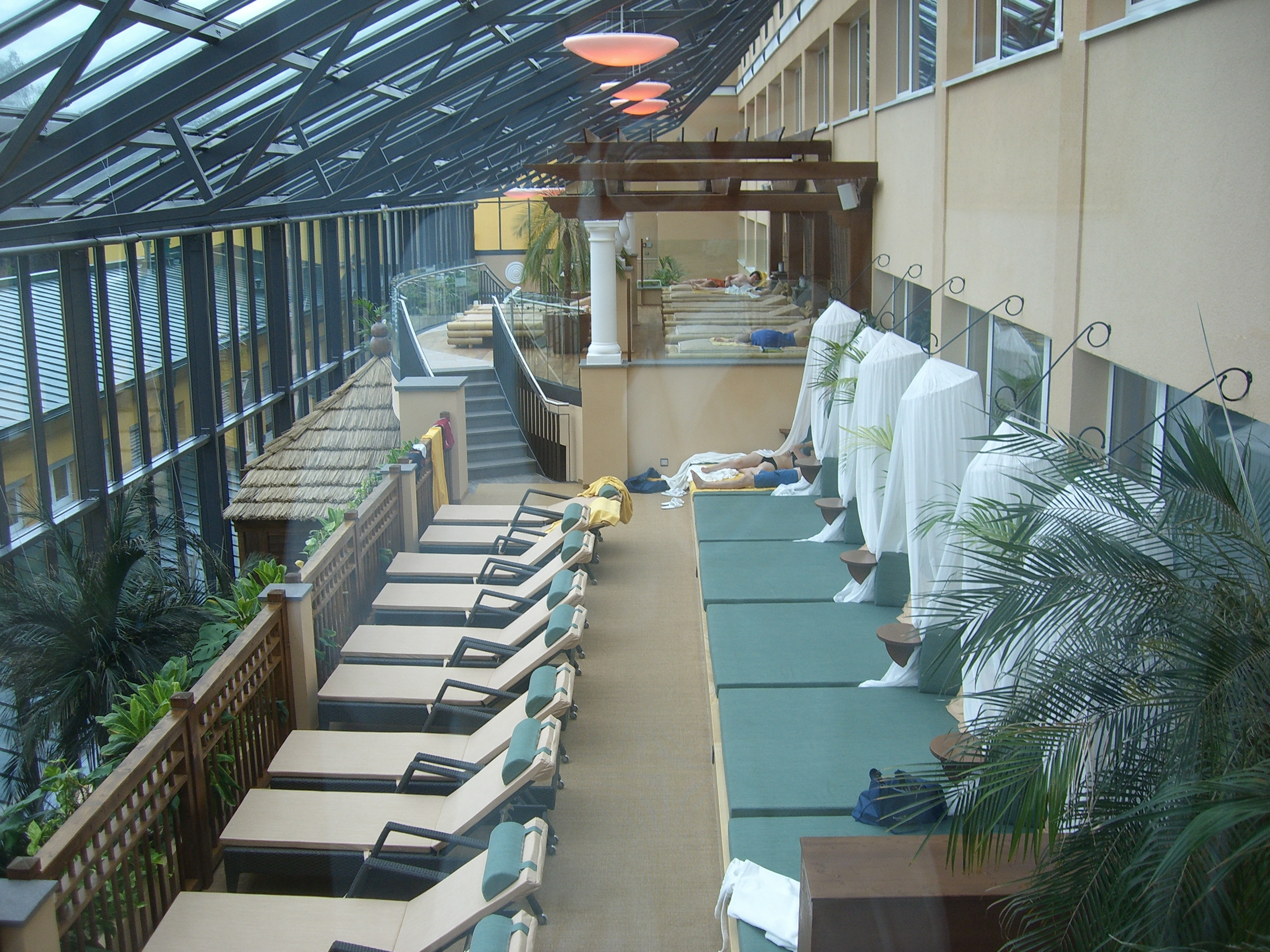
Egy szálloda wellness-részlege

A wellness személyre szabott egészségmegőrző programok összessége, illetve bizonyos esetben gyógymódok gyógykezelések együttes alkalmazása. A szabadságukat vagy pihenőidejüket általában wellnesz szállodában töltő vendégek részére, hogy a résztvevők kipihenjék a mindennapi stresszt és fáradtságot, testük és szellemük is megnyugodjon, feltöltődjön. A wellness részei lehetnek (torna, egészséges táplálkozás, úszás, fitnesz, masszázs stb.) beépülhet a hétköznapokba is, de leggyakrabban egy-egy szállodai kúra (4-5 nap vagy egy hét) alkalmával veszik igénybe ezeket a szolgáltatásokat.
- A wellness-kúrák alapja az úszás, illetve a vízhez kapcsolódó tevékenységek, kezelések (vízi aerobic, vízi fitness, víz alatti masszázs stb.), a számtalan szauna (a hagyományos szaunától az infraszaunáig), a különféle masszázsok a gyógymasszázstól a thai masszázsig, valamint a jóga egyes fajtái.
- A wellness-kúrákhoz leggyakrabban hozzátartozik egy, vagy több sportlehetőség. Jól kapcsolhatók a szabadban vagy teremben végzett tevékenységek is.
- Mivel a wellness alapja az egészségmegőrzés és bizonyos esetekben a gyógyítás, ezért szervesen kapcsolódik hozzá az egészséges táplálkozás.

## Wellness kezelések és programok
Aerob edzés:
Az aerob edzés elősegíti szervezetünk állóképességének növelését. Az általános erőnlét karbantartása, a testi-lelki egyensúly elengedhetetlen feltétele. Rendszeres edzéssel leküzdhetők a civilizációs ártalmak és a stressz okozta betegségek. A tréninget ajánlott hetente minimum 3 alkalommal végezni. Alkalmanként 30-60 perc már tapasztalható javulást eredményezhet.
Aerob sportok:
Azok a sportágak tartoznak ide, amelyek a szív- és keringési rendszert fejlesztik. Az aerob sportok közé tartozik a gyaloglás, kocogás, országúti kerékpározás, úszás, és az egyéb, nem versenyszerűen űzött tevékenységek. Lényege, hogy a testmozgás közben a szervezet oxigén igényét a légzési és keringési rendszer biztosítani tudja, úgy, hogy nem keletkezik légszomj. A mozgás közben nem történik tejsavszaporodás, így nem alakul ki izomláz. A zsírégetés nem igényel túlterhelést.
Algapakolás:
Magas ásványi anyag tartalmú algakészítmények testen való alkalmazása. Segíti a bőr regenerálódását, ásványi anyag pótlását, az anyagcsere megfelelő működését. Némely algafélének antibakteriális hatása is van.
Bőrradír:
Apró szemcséket tartalmazó krém, mely alkalmazható arcon és az egész testfelületen is. Célja az elhalt hámsejtek eltávolítása.
Bioszauna:
A szaunában a hőmérséklet 40-60 °C, a levegő páratartalma 20-40%. Különböző kiegészítő terápiákkal együtt alkalmazzák, mint színterápia, illóolajok. Felüdíti a testet, ellazít, vagy élénkít.
BMI:
Body Mass Index –, magyarul testtömeg-index. A testtömeg és a testmagasság alapján számított érték. Egysége: testsúly osztva a méterben mért magasság négyzetével. Megmutatja, hogy a személy ideális testsúllyal rendelkezik-e.
Body Wrapping:
A terápia lényege, hogy a testet méregtelenítő anyagokkal átitatott textillel tekerik be. Fő célja a szervezet méregtelenítése, de relaxációs és karcsúsító hatása is ismert.
Buchinger-Lützner léböjt kúra:
Méregtelenítő kúra, mely a fogyást is elősegíti. Lényege, hogy a kúra alatt szilárd táplálékot nem viszünk a szervezetbe, csak folyadékbevitel van. Ügyelni kell a megfelelő ásványi anyag és vitamin utánpótlásra. Időtartama általában 2 naptól 10 napig terjed. Ld. Otto Buchingernél
Candida diéta:
A szervezetben lévő Candida gomba elszaporodása esetén alkalmazott diéta. Célja, hogy a Candiada egyensúly helyre álljon. Szénhidrát mentes étrend kialakítása elengedhetetlen, mivel a szénhidrát a gombák szaporodását elősegíti. Nem fogyaszthatók élesztővel készült ételek, és keményítőt tartalmazó ételek sem. A diéta minimum 3 hónapig alkalmazandó.
Cardiogépek - cardio edzés:
Ebbe a csoportba tartoznak a futógépek, taposó gépek, ellipszisjárók stb. A cardiogépek a szív és keringési rendszer erősítését és karban tartását végzik. A cardio edzések során folyamatosan monitorozzák a pulzus- és vérnyomás értékeket. Optimális szinten a zsírégetés hatékony, mely a fogyókúrákat segíti.
Cellulitis masszázs:
A szervezetből a káros méreganyagok eltávolítására szolgáló masszázs, mely a vér és nyirokkeringést aktivizálja.
Dörzsmasszázs:
Növényi alapanyagból készült kefével, vagy kesztyűvel végzett masszázs. Eltávolítja az elhalt hámsejteket, felfrissíti a bőrt, selymes és fiatalos lesz. Serkenti a vérkeringést, az anyagcserét.
Finn szauna:
Méregtelenítő hatású szauna melynek hőmérséklete 80-110°C között van , a páratartalma alacsony . A verejtékezés hatására méreganyag távozik a szervezetből. Szaunázás előtt zuhanyozzunk le, majd többször 5-20 percig tartózkodjunk benn. A szünetekben lehetőleg zuhanyozzunk le, de nem kötelező. A szaunázás után jó hatású a hideg vizes medence. Szaunázás után fontos a pihenés! Szívbetegeknek nem ajánlott.
Fitball:
Speciális, levegővel töltött labdával történő edzésmódszer. A labdák mérete a testalkat szerint választható. Használható zsírégetés, alakformálás, általános kondicionálás, hajlékonyság kialakítása esetén. Segít a helyes testtartás megőrzésében. Nem terheli az ízületeket, minden életkorban ajánlott.
Fitoterápia:
Gyógynövények és a belőlük készült termékek, krémek, főzetek, olajok alkalmazása különböző megbetegedések kezelésére. A gyógyszerekkel ellentétben természetes hatóanyaguk jóval kevesebb mellékhatást eredményez.
Wellness masszázs:
Javítja a keringést, az izmokat ellazítja, segít a tartási zavarral küszködőknek. Manapság egyre nagyobb teret hódít magának a gépi masszázs, mely lehetővé teszi, hogy a masszázs jótékony hatásait akár minden nap otthon is élvezzék. 
Gyógynövény kivonatos fürdő
A fürdővízbe a kiválasztott gyógynövény vagy gyógynövények hatóanyagait elkeverik. Ezek lehetnek illóolajok, főzetek. Kiváló relaxációs hatása van, a vérkeringést élénkíti, nyugtatja az idegrendszert, egyes fajtái légúti megbetegedések tüneteit is enyhíti.